# 女優倶楽部
女優倶楽部（じょゆうくらぶ）は、5人の『女優』による「”女優”による”女優”のための本気の倶楽部活動」というコンセプトのもと発足したユニットである。
発足は2016年12月19日。情報解禁は2017年4月1日。
まりゑ以外の4人（宮澤エマ、関谷春子、皆本麻帆、万里紗）は、宮本亜門演出の舞台「メリリー・ウィー・ロール・アロング」（2013年）での共演をきっかけに意気投合。
その後『ミュージカル Dog Fight』（2015年）にて宮澤エマとまりゑが共演。シンパシーを感じ、他の3人にまりゑを引き合わせた。
2024年の音楽劇『不思議な国のエロス』では部員のうち4人（宮澤エマを除く）が共演した。
2024年12月に初となるライブイベント「最初の晩餐」を成功させた。

## 部員
- 宮澤エマ（部長）
- 関谷春子 (主にコーラスアレンジを担当)
- まりゑ (広報大臣)
- 皆本麻帆
- 万里紗
- J.K.Wang（ディレクター）

## 主な活動
- 即興芝居『おんなのうらはら』～3分間で私たちにできること、それは即興芝居。～（2017年10月1日- 2018年7月5日 全20回）
  - 【ゲスト出演】上山竜治（Vol.11-13）、柳井佑介（Vol.14-15）、けーじ（キカンタレ）（Vol.16-17）、菊地創一（Vol.18-19）

- 歌う、女優倶楽部
  - Mama Who Bore Me （2017年11月26日 MV公開【協力】中山彰太(ギター)、KAIKI(衣装) 、 同11月28日 スタジオ一発撮りVer.公開）
  - How Will I Know （2018年7月23日 公開）
  - Here I am （2019年9月11日 公開）
  - ネバーエンディングストーリー （2019年10月28日 公開）
  - little bird （2019年12月26日 公開）
  - You could drive a person crazy （2021年2月14日 公開）
  - little person （2021年7月7日 公開 【協力】中山彰太(ギター)、田中ヒロコ(監督・編集)、高橋潔(撮影) ）
  - I Sing of Artemis 【ミュージカル”The Daughters”より】（2022年8月27日 公開　[録音・ミックス] 佐藤こうじ(Sugar Sound)［ピアノ］西寿菜 ［監督・撮影］高橋潔 ［ヘアメイク］岩下倫之［協力］田中ヒロコ、アモン）
  - Guess What? It’s Christmas!（2022年12月12日 公開 ）

- ミュージカルのひろば In HIBIYA Festival 女優倶楽部×板垣恭一（Theatre at Dawn 2019年5月3日 日比谷三井カンファレンス）

- おはなしの森　（2020年4月25日 Youtube LIVE）

- 女優倶楽部「five.-いま伝えたい５つのコト-」（Theatre at Dawn 2020年7月2日-7月30日 全5回（うちEp.5はLIVE配信））

- ぱるふぇす2021 （2021年2月22日-2月24日 Youtube LIVE）【ゲスト出演】西寿菜、中山彰太、田中ヒロコ、佐藤こうじ

- オーディオドラマ「食べちゃいたい」（原作 佐野洋子、演出 稲葉賀恵 2021年8月31日-11月7日Youtubeにて期間限定配信、、2024年12月1日-2025年1月31日 Youtubeにてリバイバル配信）
- HIBIYA FESTIVAL 2022 ステップショー「塩ちゃんの劇場で待ってまっせ on STAGE」(2022年5月4日 日比谷ステップ広場特設ステージ)
- ぱるふぇす2022秋（2022年9月10日 Youtubeにて公開【ゲスト出演】高橋潔、西寿菜、佐藤こうじ）
- 音楽劇『不思議な国のエロス』連動企画“スナック女優倶楽部”(ゲスト:古川麦、稲葉賀恵)